# BreadTube
BreadTube, o LeftTube, és un terme que s'utilitza per referir-se a un grup informal de creadors de contingut en línia que ofereixen opinions editorials i conferències educatives des de perspectives socialistes, comunistes, anarquistes i d'altres perspectives d'esquerra. Els creadors de BreadTube solen publicar vídeos a YouTube on es comenten altres plataformes en línia com Reddit i utilitzen els mateixos títols, descripcions i etiquetes que els usuaris d'extrema dreta de YouTube, de manera que el seu contingut es recomana als mateixos espectadors per a «rebentar les bombolles polítiques de YouTube». Els uneix un interès comú de combatre l'extrema dreta a la xarxa i la voluntat de comprometre's amb qüestions socials i polítiques. Aquests creadors barregen la política amb els altres interessos propis, com ara el cinema, els videojocs, la cultura popular, la història i la filosofia.

## Història
El terme BreadTube prové de La conquesta del pa de Piotr Kropotkin, un llibre que exposa com aconseguir l'anarcocomunisme i com funcionaria una societat anarcocomunista. El moviment BreadTube en si no té un origen clar, tot i que molts canals de BreadTube van començar en un esforç per combatre el contingut contrari als social justice warriors que va guanyar força a mitjan anys 2010.
Els creadors de BreadTube participen en una mena de «segrest algorítmic» triant de centrar-se en els mateixos temes que comenten els creadors de contingut d'ultradreta. Això permet recomanar els seus vídeos al mateix públic que consumeix vídeos d'extrema dreta i, per tant, exposar a un públic més ampli els seus punts de vista. Molts creadors de contingut de BreadTube es financen mitjançant el micromecenatge i els canals sovint serveixen d’introducció a la ideologia d'esquerres per als usuaris més joves.
El terme és informal i sovint controvertit ja que no hi ha criteris consensuats d'inclusió. Segons The New Republic, el 2019, les cinc persones més esmentades com a exemples són Natalie Wynn, Lindsay Ellis, Harry Brewis, Abigail Thorn i Shaun, mentre que Kat Blaque i Anita Sarkeesian es citen com influències significatives. Ian Danskin i Steven Bonnell també han estat descrits com a part de BreadTube. Segons The Conversation, a partir de 2021, els creadors de contingut de BreadTube «reben desenes de milions de visualitzacions al mes i han estat esmentats cada vegada més als mitjans de comunicació i al món acadèmic com a estudi de cas en el fenomen de la desradicalització».